# المصينعة (الرجم)

تعديل مصدري - تعديل

المصينعة هي إحدى قرى عزلة العزكي بمديرية الرجم التابعة لمحافظة المحويت، بلغ تعداد سكانها 273 نسمة حسب تعداد اليمن لعام 2004.